# Nordenskjöld-Küste
Koordinaten: 65° S, 61° W
Die Nordenskjöld-Küste ist ein Küstenabschnitt im Osten der Antarktischen Halbinsel. Im Grahamland liegt sie zwischen dem Kap Longing und dem Kap Fairweather. Der Nordenskjöld-Küste vorgelagert liegen die Robbeninseln, die Robertson-Insel und die Lindenberginsel. Im Süden schließt sich die Oskar-II.-Küste an, und im Norden die Ostküste der Trinity-Halbinsel.
Die Benennung geht auf einen Vorschlag des US-amerikanischen Bergsteigers, Glaziologen und Antarktishistorikers Edwin Swift Balch (1856–1927) aus dem Jahr 1909 zurück. Namensgeber ist der schwedische Geologe Otto Nordenskjöld (1869–1928), Leiter der Schwedischen Antarktisexpedition (1901–1903), bei der dieser Küstenabschnitt erforscht wurde.